# 芝木好子
芝木 好子（しばき よしこ、1914年5月7日 - 1991年8月25日）は、日本の小説家。生まれ育った東京下町への哀惜を託した文章で知られ、芸術と恋愛の相克に苦しむ女性の生き方を描いた小説に独自の境地を拓いた。戦後の女流文学を代表する作家の一人である。日本芸術院会員。文化功労者。「文芸首都」同人。

## 経歴

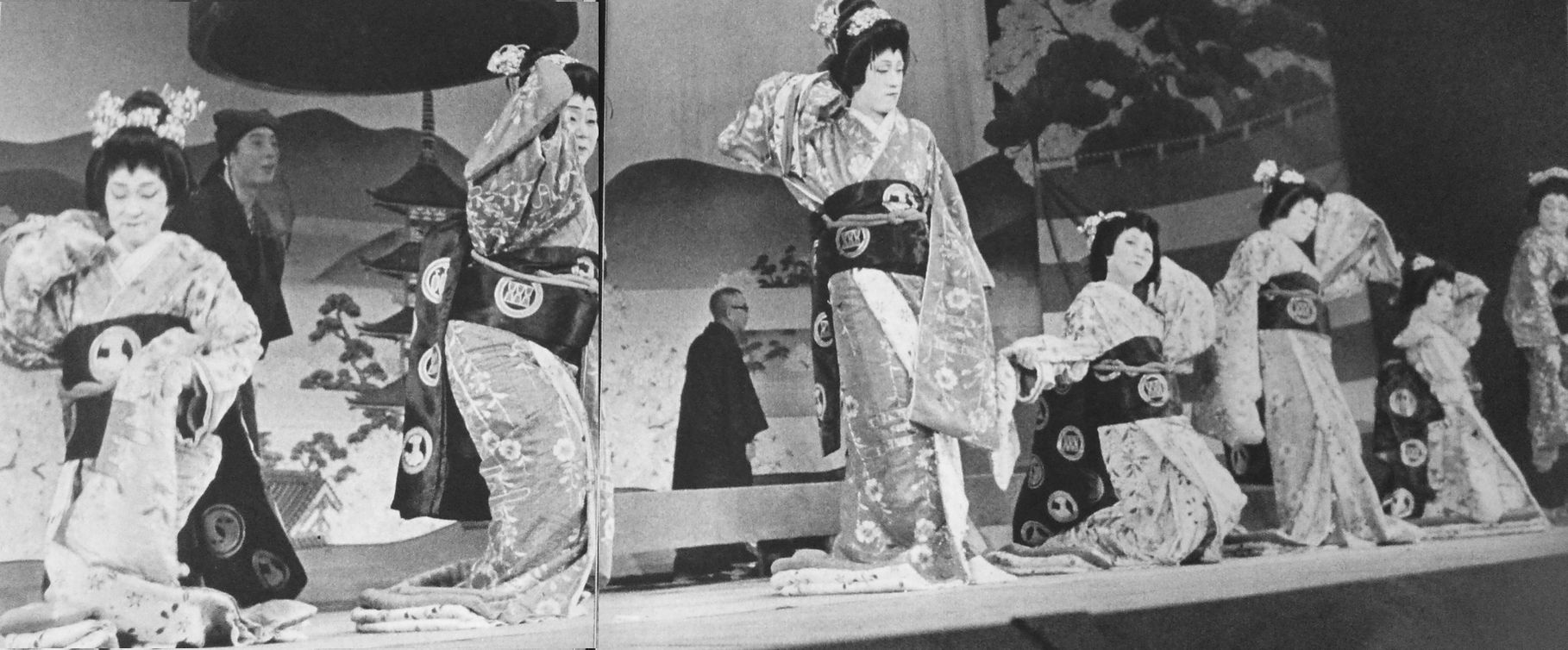
文春歌舞伎『京鹿子娘道成寺』の一場面（1954年12月）。左から、森田たま、平林たい子、五味康祐、芝木好子、小山いと子、平岩弓枝、加藤芳郎。

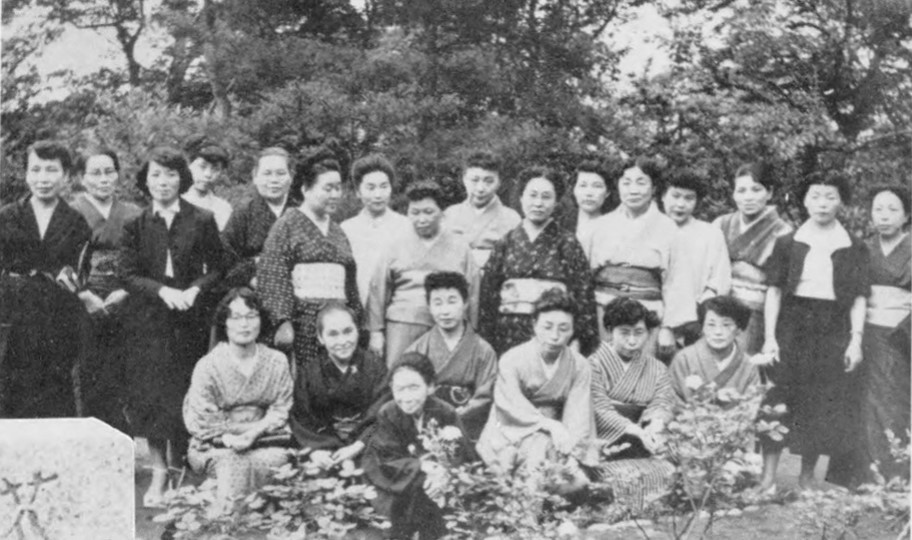
1954年、林芙美子の三回忌に集まった女性の文学者たち。
前列左から、小山いと子、森田たま、林芙美子の母、美川きよ、川上喜久子、円地文子、大田洋子。
後列左から、宇野千代、大谷藤子、三宅艶子、城夏子、壷井栄、平林たい子、由起しげ子、村岡花子、横山美智子、佐多稲子、芝木好子、板垣直子、大原富枝、阿部光子、峯雪栄、森三千代。

東京府王子町大字王子（現在の東京都北区王子）生まれ、7歳から浅草区浅草東仲町（現在の台東区雷門）に移住。東京市田原尋常小学校（現在の台東区立田原小学校）卒。東京府立第一高等女学校（現在の東京都立白鷗高等学校）卒。1941年5月に経済学者の大島清と結婚、本姓を芝木から大島へと変える。大島清については『丸の内八号館』に当時の様子が書かれている。
1941年に発表した戦時下の統制された築地青果市場を舞台に家運再興の為懸命に生きる八重の姿を描く『青果の市』で、1942年に第14回芥川賞受賞。大正生まれ初の受賞であった。戦後に書いた『湯葉』（1960年）、『隅田川』（1961年）、『丸の内八号館』（1962年）の3作品は自伝三部作と言われ、作風が確立される。
他の作品に『隅田川暮色』（1982-83年）、『洲崎パラダイス』（1954年）、『夜光の女』（1955年）『葛飾の女』（1966年）など。『洲崎パラダイス』は新珠三千代主演で『洲崎パラダイス赤信号』として映画化された。また、同じく洲崎の歓楽街を舞台にした『洲崎の女』が、溝口健二の遺作『赤線地帯』の原作の一つとなっている。
工芸や美術などに打ち込む女性と、それら芸術を通じた男性との恋情を哀感豊かに描く作品が多い。
1983年日本芸術院会員、1986年（昭和61年）勲三等瑞宝章、1989年（平成元年）文化功労者。1991年8月25日、乳癌のため国立がんセンターで死去。

## 受賞歴
- 1941年下期　芥川賞「青果の市」
- 1960年「湯葉」で女流文学者賞
- 1965年『夜の鶴』で小説新潮賞
- 1972年『青磁砧』で女流文学賞
- 1981年日本芸術院賞・恩賜賞（1982年[4]）
- 1984年『隅田川暮色』で日本文学大賞
- 1987年『雪舞い』で毎日芸術賞

## 著書
- 『希望』和田堀書店 1946
- 『支柱 小説』文化交流社 文学パンフレット 1946
- 『流れる日』万里閣 1946　のち集英社文庫
- 『真実』世界社 文芸叢書 1947
- 『波紋』京都印書館 1947
- 『六年の夢』労働文化社 1948
- 『愛情区々』パトス社 1948
- 『流離の唄』婦人春秋社 1948
- 『緑の小筥』宮田たず子絵 偕成社 1950
- 『洲崎パラダイス』大日本雄弁会講談社 1955　のち集英社文庫、ちくま文庫
- 『夜光の女』河出新書 1955
- 『女の青春』角川小説新書 1956
- 『女一人』現代社 現代新書 1956　「女ひとり」集英社文庫
- 『海のない町』現代社 現代新書 1957
- 『慕情の旅』現代社 1957　のち集英社文庫
- 『仮面の女』講談社 1959
- 『薔薇の木にバラの花咲く』光文社 1959
- 『湯葉・隅田川』講談社 1961　のち新潮文庫
- 『狂った時計』集英社 1963
- 『跳んでる娘』東方社 1964
- 『流れる日』東方社 1964
- 『丸の内八号館』講談社 1964　『湯葉・隅田川・丸の内八号館』講談社文庫 1987
- 『夜の鶴』河出書房新社 1964　のち角川文庫、集英社文庫
- 『海の匂い 芝木好子自選集』冬樹社 1965　のち集英社文庫
- 『葛飾の女』河出書房新社 1966
- 『奇妙な仲』東方社 1966　改題『花霞』集英社文庫
- 『女家族』東方社 1967
- 『染彩』中央公論社 1967　のち文庫
- 『巴里の門』新潮社 1967　のち集英社文庫
- 『下町の空』講談社 1968　のち文庫
- 『明日を知らず』河出書房新社 1969　のち中公文庫
- 『面影』筑摩書房 1969　のち集英社文庫
- 『冬の椿』講談社 1970　のち集英社文庫
- 『幻華』文藝春秋 1971　のち集英社文庫
- 『女の庭』読売新聞社 1972　のち集英社文庫
- 『青磁砧』講談社 1972　のち集英社文庫
- 『築地川』講談社 1972　『築地川・葛飾の女』講談社文庫　1977
- 『女の橋』新潮社 1973　のち集英社文庫
- 『心づくし』読売新聞社 1973
- 『日本の伝統美を訪ねて』日本交通公社出版事業局 1974　のち河出文庫
- 『鹿のくる庭』中央公論社 1975　のち文庫
- 『芝木好子作品集』全5巻　読売新聞社、1975-1976

第1巻 湯葉・隅田川
第2巻 夜の鶴・葛飾の女
第3巻 面影・築地川
第4巻 染彩・幻華
第5巻 青磁砧・牡丹寺 短編集
- 『火の山にて飛ぶ鳥』中央公論社 1975　のち文庫
- 『黄色い皇帝』文藝春秋 1976　のち文庫、集英社文庫（昆虫研究家の五十嵐邁をモデルとした小説）
- 『杏の花』芸術生活社 1977
- 『牡丹の庭』講談社 1977　のち文庫
- 『折々の旅』読売新聞社 1978
- 『女の肖像』新潮社 1979　のち集英社文庫
- 『光琳の櫛』新潮社 1979　のち文庫
- 『羽搏く鳥』中央公論社 1980　のち文庫
- 『玉の緒』河出書房新社 1981　のち文庫
- 『貝紫幻想』河出書房新社 1982　のち文庫
- 『紫の山』講談社 1983　のち文庫
- 『ガラスの壁』新潮社 1984　のち文庫
- 『隅田川暮色』文藝春秋 1984　のち文庫、中公文庫
- 『落葉の季節』読売新聞社 1985　のち集英社文庫
- 『京の小袖』講談社 1985　のち文庫
- 『春の散歩』講談社 1986　のち文庫
- 『華やぐとき』読売新聞社 1987
- 『雪舞い』新潮社 1987　のち文庫
- 『奈良の里』文藝春秋 1988
- 『美の季節』朝日新聞社 1988　のち文庫
- 『群青の湖』講談社 1990　のち文庫
- 『冬の梅』新潮社 1991　のち文庫
- 『別れの曲』集英社文庫 1991
- 『芝木好子名作選』上・下、新潮社 1997
- 『湯葉 青磁砧』講談社文芸文庫 2000

### 編纂
- 『日本の名随筆 39 芸』編 作品社 1986
- 『古美術読本 陶磁』編 淡交社 1987、のち光文社知恵の森文庫

### 再話
- シェークスピア原作『ベニスの商人』田村耕介絵 偕成社 世界名作文庫 1951
- フランシス・エリザ・ホジスン・バーネット『小公女』高畠華宵絵 偕成社 世界名作文庫 1953